# 韓應元
韓應元（1530年—？），字雲卿，號锦川，山東濟南府歷城縣人，民籍，明朝政治人物。

## 生平
山東鄉試第四十一名舉人。嘉靖四十四年（1565年）中式乙丑科三甲第七十四名進士。兵部观政，本年六月授无锡知县，隆慶二年（1568年）三月调怀仁县，三年二月升大理寺评事，七月升兵部主事，万历元年（1573年）五月復除本部，三年九月升员外，四年三月升山西佥事，七年八月升陕西参议，八年十二月调山西，十年八月降三级调用，十一年正月致仕。

## 家族
曾祖韓勤；祖父韓榮；父韓剛，贈兵部主事；母張氏。兄應時（侯门教读）。